# Обследование населения по проблемам занятости в России
Обследование населения России по проблемам занятости — регулярное статистическое исследование. В России проводится Федеральной службой государственной статистики путём ежемесячного и ежеквартального опросов населения в домашних хозяйствах согласно требованиям Международной организации труда (МОТ).

## Сущность метода
Обследование населения по проблемам занятости проводится в регионах РФ путём опроса (анкетирования) граждан на основе выборочного метода отбора домохозяйств, с последующим распространением итогов на всю численность населения России обследуемого возраста.
Организация проведения обследования на региональном уровне осуществляется территориальными органами государственной статистики.
Участие населения в обследовании является добровольным.
К безработным в России, по определению МОТ, относятся лица в возрасте 15-72 года, которые в рассматриваемый период удовлетворяли следующим критериям:
- не имели работы или другого доходного занятия;
- искали работу в течение 4 недель, предшествующих обследуемой неделе, используя при этом любые доступные способы, или предпринимали шаги к организации собственного дела;
- были готовы приступить к работе в течение недели.
- учащиеся, студенты, пенсионеры и инвалиды учитываются в качестве безработных, если они занимались поиском работы и были готовы приступить к ней.

К безработным относят также лиц, которые в рассматриваемый период:
- не имели работы, но договорились о выходе на работу в течение 2 недель после обследуемой недели, и не продолжили дальнейшего её поиска;
- не имели работы, были готовы приступить, но не искали работу, так как ожидали ответа от работодателя на сделанное ранее обращение. При этом период ожидания ответа не должен превышать 1 месяц[2].

Полное описание методики МОТ и её применения для оценки уровня безработицы и занятости в России приведено на сайте "Росстата":[1] и здесь [2].
В результате обследования составляются сводные данные, отражающие собранную статистическую информацию о качественном составе рабочей силы, структуре фактической безработицы, причинах незанятости, способах поиска работы и его продолжительности, структуре экономически неактивного населения. Отчёты по итогам выборочного обследования населения публикуются в открытом доступе на сайте "Росстата".

### Период наблюдения
Обследование проводится по состоянию на «критическую» (обследуемую) неделю. Критическая неделя длится с понедельника по воскресенье. С 1999 года в России обследование проводится один раз в квартал по состоянию на последнюю неделю второго месяца квартала, то есть февраля, мая, августа, ноября.
Опрос населения начинается в первый понедельник после критической недели и проводится в течение последующих двух недель путём непосредственного посещения домашних хозяйств и опроса (анкетирования) граждан.

### Единицы наблюдения
Единицами наблюдения являются частные домашние хозяйства и лица в возрасте от 15 до 72 лет — члены этих домашних хозяйств, постоянно (обычно) проживающие в этом помещении.
Не обследуются лица, проживающие в коллективных домашних хозяйствах: общежитиях, школах-интернатах, интернатах для престарелых и других институциональных заведениях, монастырях и прочих жилых коллективных помещениях.

### Преимущества
- Данный метод широко распространён в странах с рыночной экономикой, что делает полученные показатели сопоставимыми на международном уровне.
- Обследование населения по проблемам занятости- единственный метод, который позволяет одновременно производить измерение численности занятых экономической деятельностью, безработных и экономически неактивных лиц, оценивать реальные размеры безработицы как в целом по стране, так и по отдельным субъектам Российской Федерации.
- Полученные показатели используются при составлении прогноза социально-экономического развития России и субъектов Российской Федерации, для выявления территорий с напряженной ситуацией на рынке труда в соответствии с «Правилами отнесения территорий к территориям с напряженной ситуацией на рынке труда», утверждёнными постановлением правительства РФ № 875 от 21 ноября 2000 г.

### Недостатки
К недостаткам обследования относятся:
- недостаточный охват выборкой районов и групп населения (за год опрашивается не более 0,73% численности населения России трудоспособного возраста[6]);
- наличие погрешности в значениях показателей, которая обусловлена используемой выборкой и правдивостью ответов опрашиваемых граждан;
- неточности в оценке населением отраслевой принадлежности организаций, в которых они работали.
- высокая трудоёмкость и стоимость проведения опросов;

По мнению негосударственных экспертов, в стране много безработных, о занятости которых нет официальных сведений. Соответственно, они не учитываются в отчётах Росстата и могут не отражать реальное состояние дел с безработицей в отдельных субъектах Российской федерации и в стране в целом.

## История обследования населения по проблемам занятости в России
В России подготовка к организации обследований населения по проблемам занятости была начата в 1991 году в рамках реализации программы перехода на принятую в международной практике систему учета и статистики в соответствии с требованиями рыночной экономики. В ходе этой работы были разработаны, наряду с инструментарием обследования, понятия и определения, вводимые в статистическую практику для измерения экономической активности населения, занятости и безработицы. Методология формирования выборочной сети объектов наблюдения для проведения опроса была разработана НИИ статистики Госкомстата России. В качестве основы выборки были использованы материалы переписи населения 1989 года.
Пробное обследование было проведено в июне 1992 г. в Орловской области. В ходе этого обследования был апробирован разработанный инструментарий и методологические подходы к организации полевых работ. Первое обследование населения в масштабах всей страны было проведено по состоянию на последнюю неделю октября 1992 г. Начиная с 1999 г. обследования проводятся ежеквартально.
Для квартальных обследований населения была разработана новая модель формирования выборочной совокупности домашних хозяйств — независимые квартальные выборки, то есть обследуются каждый раз новые домохозяйства, отобранные по установленным критериям. Это позволяет объединять совокупности обследованных персон нескольких последовательных квартальных опросов, увеличивая, таким образом, размер анализируемой совокупности. Повторное включение адресов в выборку может производиться по истечении двух лет.
Объём выборки для ежемесячных обследований в 2005 г. определен в размере 0,06 % численности населения в возрасте 15-72 лет (около 69 тыс. человек),  на квартал - 0,24 %, на год - 0,73%. В качестве основы выборки в разные годы использовались материалы микропереписи населения 1994 г., а затем — переписи населения 2002 г.